# 16 mars 1902
Le dimanche 16 mars 1902 est le 75e jour de l'année 1902.

## Naissances
- Anna Gmeyner (morte le 3 janvier 1991), écrivaine autrichienne
- Auguste Collomb (mort le 21 avril 1944), résistant français de Saint-Rambert-en-Bugey
- Henry Hansen (mort le 28 mars 1985), coureur cycliste danois
- Louis Couffignal (mort le 4 juillet 1966), mathématicien français
- Mario Monticelli (mort le 30 juin 1995), joueur d'échecs italien

## Décès
- Achille Laviarde (né le 17 novembre 1841), aventurier français
- Henry Constantine Richter (né en 1821), peintre anglais
- Jules Doinel (né le 8 décembre 1842), archiviste et occultiste français
- Narcisse Quellien (né le 27 juin 1848), écrivain français